# Never Never Love
Never Never Love is een nummer van de Britse band Simply Red uit 1996. Het is de derde single van hun vijfde studioalbum Life.
"Never Never Love" werd een bescheiden hit in het Verenigd Koninkrijk, waar het de 18e positie bereikte. De Nederlandse Top 40 werd niet bereikt, wel haalde de plaat een 3e positie in de Tipparade van de Single Top 100.

## Tracklijst
- Cd-single

1. "Never Never Love" (7-inch Radio Mix) (4:05)
2. "Fairground" (Live) (5:45)
3. "You Make Me Believe" (Merv's Amazon Mix) (4:47)
4. "Groovy Situation" (Live) (4:57)